# Château d'Auvers (Bonchamp-lès-Laval)
Le Château d'Auvers est un château français situé à Bonchamp-lès-Laval, dans le département de la Mayenne et la région des Pays de la Loire. Le Grand et le Petit-Auvers sont aussi des fermes.

## Désignation
- L. de Alvers, XIe siècle (Cartulaire de l'Abbaye de Marmoutier).
- Auvers (Carte de Cassini).
- Auvais, XVIIIe siècle ; prononciation en Mayennais.

## Histoire
Il s'agissait d'une terre seigneuriale vassale d'Hauterive et de Marboué sous le devoir d'une paire de gants blancs.
Une cour martiale, siégeant au château d'Auvers en janvier 1871, condamne à mort deux habitants de Soulgé-sur-Ouette pour crime d'espionnage.

## Seigneurs[1]
La famille de Champlais est une famille noble originaire de Bretagne, fixée au XIVe siècle en la terre de Broussin en la paroisse de Fay, où elle possédait aussi Vandœuvre et la Masserie. La terre d'Auvers en Bonchamp, celle de Souvré en Bazougers, furent l'apanage de Guyon et de Jacques de Champlais, XIVe siècle et XVe siècle. Les Armes de la famille de Champlais sont : d'argent à 3 fasces de gueules, surmontées de 3 aigles de sable.

## Sources et bibliographie
- « Château d'Auvers (Bonchamp-lès-Laval) », dans Alphonse-Victor Angot et Ferdinand Gaugain, Dictionnaire historique, topographique et biographique de la Mayenne, Laval, A. Goupil, 1900-1910 [détail des éditions] (BNF 34106789, présentation en ligne)